# Vezirköprü

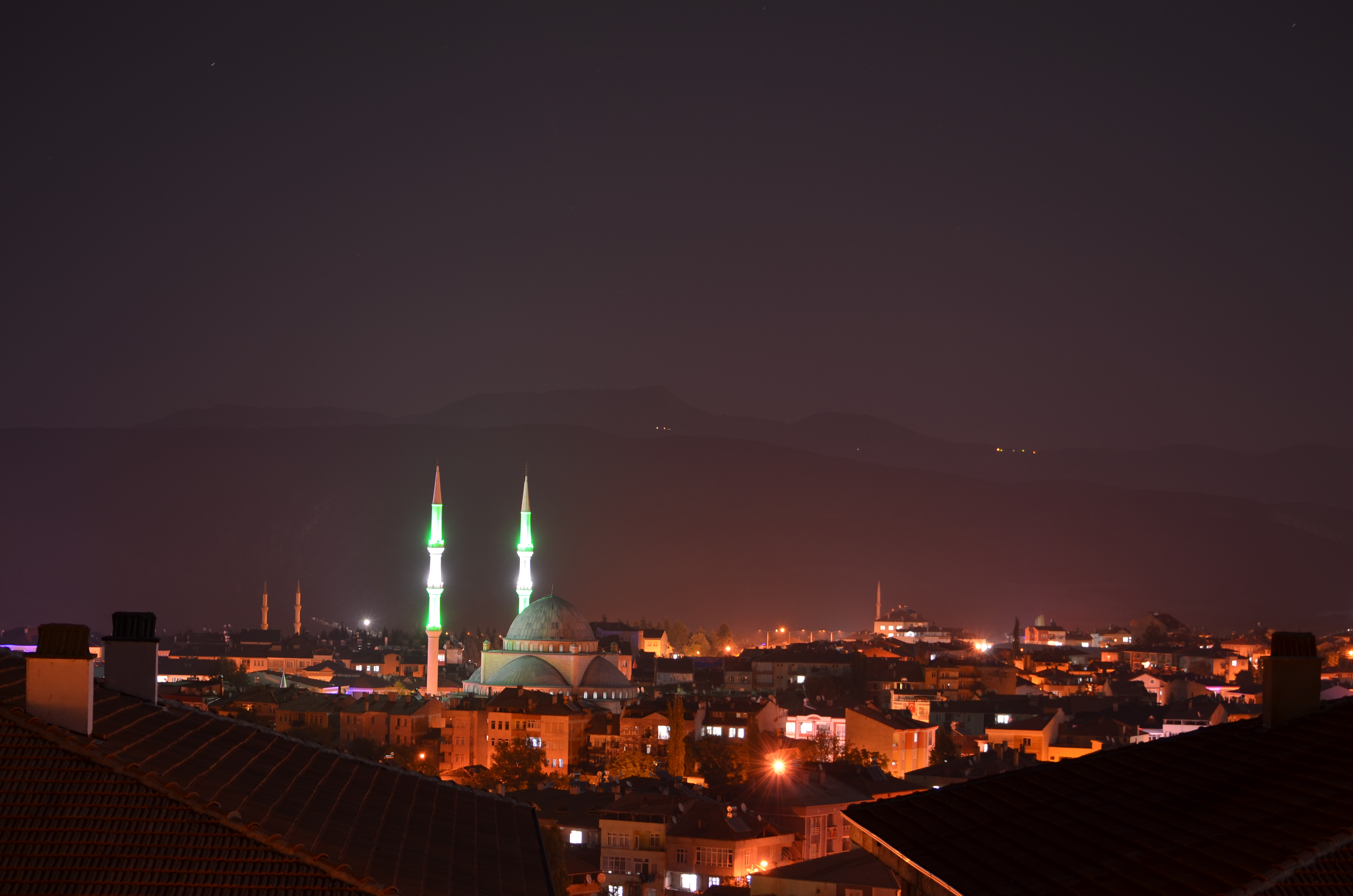
Köprülü Mehmet Paşa Mosque in Vezirköprü

Vezirköprü est une ville et un district de la province de Samsun dans la région de la mer Noire en Turquie.

## Histoire
L'Histoire de Vezirköprü est aussi ancienne que l'histoire de l'humanité. Arrosé par beaucoup de rivières et situé sur le côte de Kızılırmak, cela fait de Vezirköprü apte à habiter depuis longtemps. Les premières traces d'habitats sont attribuées aux Hittites selon les récentes recherches archéologiques à Oymaagac, probablement l'ancienne Nerik, quelques kilomètres au nord de Vezirköprü. Dans la période hellénistique, Vezirköprü n'était qu'un petit village appelé Andrapa ou Phazemon. Sous la domination romaine, la cité portait d'abord le nom Neapolis ("nouvelle ville") que lui avait donné Pompée le Grand (Strabon, Géographie, 12.3.38); déjà, il fut modifié en Neoklaudiopolis, en honneur de l'empereur Claude (41-54 apr. J.-C.). À l'époque ottomane, Vezirköprü est devenu un endroit de vacances pour les dirigeants ottomans. De plus Vezirköprü joua un grand rôle par rapport au développement de dirigeants ottomans ainsi que Köprülüler.

## Liens Externes
- Strabon, Géographie
- sdu.dk/halys (en anglais)
- Nerik (en allemand)